# Caesiumtetrachloridocuprat(II)
Caesiumtetrachloridocuprat(II) ist ein Komplexsalz, welches sich aus dem Tetrachloridocuprat(II)-Ion [CuCl4]2− und zwei Ceasiumkationen Cs+ zusammensetzt, damit gehört die Verbindung zur Gruppe der Cuprate.

## Herstellung
Wenn Kupfer(II)-chlorid in konzentrierter Salzsäure gelöst wird, bilden sich anstelle von Cu2+-Ionen Tetrachloridocuprat(II)-Ionen [CuCl4]2−, die in dieser Form nur in salzsaurer Lösung stabil sind. Die Lösung der Tetrachloridocuprat(II)-Ionen hat eine gelbe bis grüne Färbung. Werden zu dieser Lösung Chloridsalze aus der ersten Hauptgruppe hinzugefügt, wie KCl, RbCl oder CsCl, bilden sich isolierbare Komplexverbindungen. Eine solche Verbindung mit Na+ als Gegenion kann nicht isoliert werden, da dieses zu klein für einen stabilen Komplex ist.
Es gilt zu beachten, dass die Reaktion in saurer Lösung abläuft:
{\displaystyle {\ce {CuCl2 + 2 HCl -> [CuCl4]^{2-}{}+ 2H^{+}}}}
{\displaystyle {\ce {[CuCl4]^{2-}{}+ CsCl -> Cs2[CuCl4] + 2 HCl}}}
Die Verbindung kann auch durch Reaktion von Caesiumchlorid mit Kupfer(II)-chlorid gewonnen werden.
{\displaystyle {\ce {2 CsCl + CuCl2 -> Cs2[CuCl4]}}}

## Eigenschaften

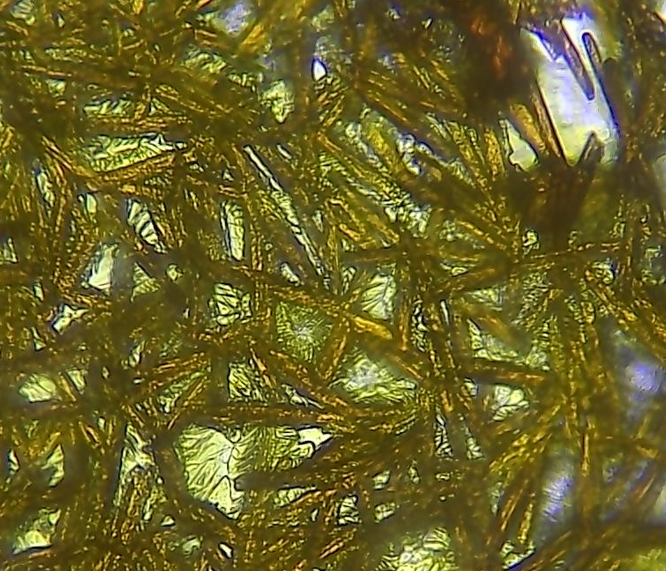
Caesiumtetrachloridocuprat(II)-Kristalle 200-fache Vergrößerung

Caesiumtetrachloridocuprat(II) ist ein gelblicher bis orangeroter Feststoff, der in der Lage ist, nadelförmige Kristalle auszubilden. Der Kristall ist dichroitisch und erscheint je nach Lichteinfallrichtung orange oder gelb. Die Verbindung besitzt eine orthorhombische Kristallstruktur mit der Raumgruppe Pnma (Raumgruppen-Nr. 62). Bei Drücken über 5 GPa geht die Verbindung in eine andere Kristallstruktur über. Die Verbindung ist an der Luft stabil sowie in konzentrierter salzsaurer Lösung. Sie zerfällt jedoch in Kontakt mit Wasser.